# نوربت (فلم 2007)
نوربت (بالإنجليزية: Norbit) هو فيلم كوميدي تم إنتاجه في الولايات المتحدة وصدر في سنة 2007. الفيلم من إخراج براين روبنز من بطولة إيدي ميرفي وثاندي نيوتن وتيري كروز.

## القصة
قصة الفيلم عن شاب مخطوب لامرأة ضخمة ومتسلطة ! إلا أنه
يقابل أخيراً فتاة أحلامه، فكيف يتصرف كي يفسخ خطوبته مع هذه الامرأة ؟

## فريق العمل
- إيدي ميرفي بدور نوربت
- Thandie Newton بدور كات ثوماس
- Terry Crews بدور جاك
- Clifton Powell بدور ايرال
- Carmen Twillie بدور رايسبيوشا

## روابط خارجية
- مقالات تستعمل روابط فنية بلا صلة مع ويكي بيانات